# Teorema de Picard-Lindelöf
El  teorema de Picard-Lindelof  (de vegades anomenat simplement teorema de Picard, altres teorema de Cauchy-Lipschitz) és un resultat matemàtic de gran importància dins de l'estudi de les equacions diferencials ordinàries (EDO's). Estableix sota quines condicions pot assegurar-se l'existència i unicitat de solució d'una EDO donat un problema de Cauchy (problema de valor inicial).

## Teorema
El teorema deu el seu nom al matemàtic francès Charles Émile Picard i al topòleg finès Ernst Leonard Lindelof.

### Enunciat general
"Sigui {\displaystyle f(t,x):\Omega \subseteq \mathbb {R} \times \mathbb {R} ^{n}\longrightarrow \mathbb {R} ^{n}}, on {\displaystyle \Omega } és obert, una funció contínua i localment Lipschitz respecte de {\displaystyle {\mathit {x}}} (interpretada {\displaystyle f(t,x)\,} com la forma estàndard d'una EDO n-dimensional de primer ordre). Llavors, donat {\displaystyle (t_{0},x_{0})\in \Omega }, podem trobar un interval tancat {\displaystyle I_{\alpha }=[t_{0}-\alpha ,t_{0}+\alpha ]\subset \mathbb {R} ,\alpha \in \mathbb {R} } on  existeix  una solució  única  del següent problema de Cauchy:
| {\displaystyle {\begin{cases}x'=f(t,x)\\x(t_{0})=x_{0}\end{cases}}} |

que compleix que els parells {\displaystyle (t,x(t))\in \Omega ,\forall t\in I_{\alpha }.}

### Observació
És important observar que el teorema de Picard només ens garanteix l'existència i unicitat  local  de la solució d'una EDO. És a dir, més enllà de l'interval proporcionat pel teorema (atès que la seva demostració és constructiva) no podem dir res, en principi, del comportament de la solució del problema de valor inicial. És possible complementar el teorema assenyalant que hi ha un interval obert, que anomenarem  interval maximal  en el qual es pot garantir que la solució existeix i és única, fora d'aquest interval, el teorema de Picard no pot aplicar-se.